# Åmots kyrka, Åmot

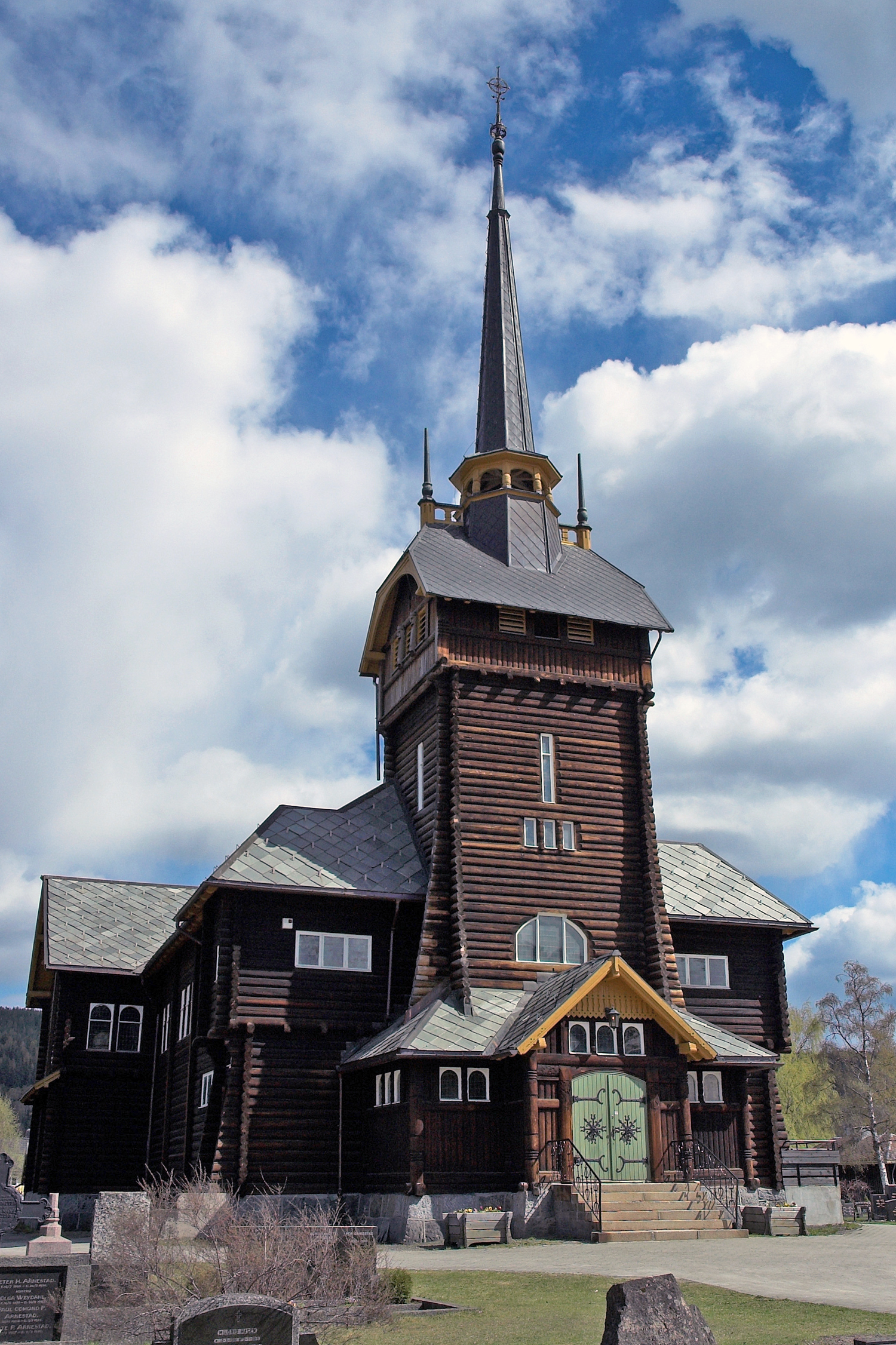
Åmots kyrka i Rena.

Åmots kyrka är en korskyrka från 1901 i Rena centrum i Åmots kommun i Innlandet fylke, Norge. Kyrkan ligger i Åmots församling i Åmots pastorat.
Den ritades av Henrik Bull, knuttimrad i drakstil, och invigdes 1902.
Altartavlan och predikstolen är tillverkade 1775 av Peter Kastrud i Fåberg.
Orgeln är byggd av Olsen & Jørgensen och samtida med nuvarande kyrka.
I kyrkan finns en dopfunt av täljsten tillverkad 1902 efter ritningar av arkitekten. Nu för tiden är den gamla dopfunten från 1775-1776 i bruk.